# Billy Talent III
Billy Talent III is het derde studioalbum van de Canadese punkband Billy Talent. Het album is uitgekomen op 14 juli 2009. Het nummer "Turn Your Back" is geschreven samen met Anti-Flag en was al eerder uitgebracht als single op iTunes.

## Lijst van nummers
1. "Devil on My Shoulder" – 3:49
2. "Rusted from the Rain" – 4:13
3. "Saint Veronika" – 4:09
4. "Tears Into Wine" – 4:12
5. "White Sparrows" – 3:14
6. "Pocketful of Dreams" – 3:34
7. "The Dead Can't Testify" – 4:27
8. "Diamond on a Landmine" – 4:30
9. "Turn Your Back"– 3:22
10. "Sudden Movements" – 3:39
11. "Definition of Destiny" – 4:15

### Bonus tracks
1. "Bloody Nails and Broken Hearts" (digital pre-order bonustrack)

## Bandleden
- Ian D'Sa - gitaar, zang
- Jonathan Gallant - basgitaar
- Aaron Solowoniuk - drums
- Benjamin Kowalewicz - zang